# Anastrepha steyskali
Anastrepha steyskali är en tvåvingeart som beskrevs av Korytkowski 1974. Anastrepha steyskali ingår i släktet Anastrepha och familjen borrflugor.
Artens utbredningsområde är Peru. Inga underarter finns listade i Catalogue of Life.